# Challenger de Roanne 2024
El torneo Open de Roanne 2024, denominado por razones de patrocinio Open de Roanne Auvergne-Rhône-Alpes fue un torneo de tenis perteneció al ATP Challenger Tour 2024 en la categoría Challenger 100. Se trató de la 3ª edición; el torneo tuvo lugar en la ciudad de Roanne (Francia), desde el 7 hasta el 13 de octubre de 2024 sobre pista dura bajo techo.

## Jugadores participantes del cuadro de individuales
| Preclasificado | País                    | Jugador               | Rank1 | Posición en el torneo |
| 1              | Bandera del Reino Unido | Cameron Norrie        | 52    | Cuartos de final      |
| 2              | Bandera de Francia      | Quentin Halys         | 100   | Baja                  |
| 3              | Bandera de Italia       | Mattia Bellucci       | 101   | Segunda ronda         |
| 4              | Bandera de Croacia      | Duje Ajduković        | 117   | Primera ronda         |
| 5              | Bandera de Francia      | Luca Van Assche       | 121   | Semifinales           |
| 6              | Bandera de Francia      | Pierre-Hugues Herbert | 123   | Cuartos de final      |
| 7              | Bandera de Francia      | Lucas Pouille         | 125   | Baja                  |
| 8              | Bandera de Francia      | Constant Lestienne    | 138   | Segunda ronda         |

- 1 Se ha tomado en cuenta el ranking del 30 de septiembre de 2024.

### Otros participantes
Los siguientes jugadores recibieron una invitación (wild card), por lo tanto ingresan directamente al cuadro principal (WC):
- Gabriel Debru
- Théo Papamalamis
- Luca Van Assche

Los siguientes jugadores ingresan al cuadro principal tras disputar el cuadro clasificatorio (Q):
- Robin Bertrand
- Étienne Donnet
- David Jordà Sanchis
- Vitaliy Sachko
- Jelle Sels
- Elias Ymer

## Campeones

### Individual Masculino
- Benjamin Bonzi derrotó en la final a  Matteo Martineau por 7–5, 6–1

### Dobles Masculino
- Nicolás Barrientos /  David Pel derrotaron en la final a  Jakub Paul /  Matěj Vocel por 4–6, 6–3, [10–6]